# Astragalus sanctus
Astragalus sanctus är en ärtväxtart som beskrevs av Pierre Edmond Boissier. Astragalus sanctus ingår i släktet vedlar, och familjen ärtväxter. Inga underarter finns listade i Catalogue of Life.